# Mechlorprop
Mechlorprop  er et udbredt herbicid eller ukrudtsmiddel med det kemiske navn 2-(4-chlor-2-metylphenoxy) propionsyre eller 2-(4-chlor-o-tolyloxy) propionsyre. Mechlorprop er analogt med MCPA eller 2-methyl-4-chlorophenoxy eddikesyre
Den kemiske struktur ligner dichlorprop og virkningsmekanismen er den samme.
I nogle danske drikkevandsboringer er mechlorprop  fundet i mængder, der overstiger den godkendte grænseværdi

## Eksterne links
- Mechlorprop. Middeldatabasen.dk